# دارگوما
دارگوما شهری در شهرستان تیکاره در استان بام در بورکینافاسوی شمالی است و جمعیت آن ۸۴۶ نفر است.